# Dominik Szoboszlai
Dominik Szoboszlai (ur. 25 października 2000 w Székesfehérvárze) – węgierski piłkarz występujący na pozycji pomocnika w angielskim klubie Liverpool oraz w reprezentacji Węgier.

## Kariera klubowa

### Początki
W czasach juniorskich trenował w Videotonie FC, Főnix-GOLD, MTK Budapest i austriackim Red Bull Salzburg. W 2017 roku dołączył do FC Liefering, stanowiącego drużynę rezerw Salzburga. W 2018 roku dołączył do pierwszego zespołu Red Bull Salzburg. W Bundeslidze austriackiej zadebiutował 27 maja 2018 w przegranym 0:4 meczu z Austrią Wiedeń. Do gry wszedł w 57. minucie, zastępując Enocka Mwepu.

### RB Leipzig
1 stycznia 2021 przeszedł za 20 milionów euro do niemieckiego RB Leipzig. W nowym klubie zadebiutował 7 sierpnia 2021 w meczu Pucharu Niemiec z SV Sandhausen, w którym zdobył także swoją premierową bramkę. 20 sierpnia w wygranym 4:0 meczu z VfB Stuttgart zanotował swoje pierwsze dwa trafienia w Bundeslidze. 3 czerwca 2023 zdobył bramkę w wygranym 2:0 meczu finału Pucharu Niemiec z Eintrachtem Frankfurt.

### Liverpool
2 lipca 2023 oficjalnie potwierdzono transfer zawodnika do Liverpoolu. Klub aktywował klauzulę w kontrakcie wynoszącą 60 milionów funtów. Poinformowano, że Szoboszlai będzie występował z numerem 8 na koszulce meczowej. 13 sierpnia zadebiutował w angielskim klubie w starciu z Chelsea. 3 września strzelił swojego pierwszego gola w barwach Liverpoolu w meczu Premier League przeciwko Aston Villi na 1:0, a starcie zakończyło się wynikiem 3:0. Tym samym stał się czwartym węgierskim zawodnikiem, który zdobył bramkę w Premier League.

## Kariera reprezentacyjna
W reprezentacji Węgier zadebiutował 21 marca 2019 w przegranym 0:2 meczu ze Słowacją. Grał w nim od 55. minuty, gdy zastąpił László Kleinheislera. 9 września zdobył swoją pierwszą dla reprezentacji, trafiając przeciwko Słowacji. 12 listopada 2020 strzelił zwycięską bramkę na 2:1 w meczu barażowym o awans do Mistrzostw Europy 2020 przeciwko reprezentacji Islandii. Z powodu kontuzji nie został uwzględniony w kadrze Węgier na turniej.
Po ogłoszeniu o końcu kariery przez dotychczasowego kapitana reprezentacji, Ádáma Szalaia, a także z uwagi na kontuzję Pétera Gulácsiego, Szoboszali został ogłoszony nowym kapitanem węgierskiej drużyny narodowej. 19 listopada w meczu eliminacji do Mistrzostw Europy 2024 z Czarnogórą (3:1) strzelił dwa gole i tym samym zdobył 10. dla reprezentacji.

## Statystyki

### Klubowe
(aktualne na 20 grudnia 2023)
| Klub               | Sezon              | Liga               | Liga  | Liga   | Puchar kraju | Puchar kraju | Puchar ligi | Puchar ligi | Europa | Europa | Inne  | Inne   | Suma  | Suma   |
| Klub               | Sezon              | Liga               | Mecze | Bramki | Mecze        | Bramki       | Mecze       | Bramki      | Mecze  | Bramki | Mecze | Bramki | Mecze | Bramki |
| ------------------ | ------------------ | ------------------ | ----- | ------ | ------------ | ------------ | ----------- | ----------- | ------ | ------ | ----- | ------ | ----- | ------ |
| FC Liefering       | 2017/2018          | 2. Liga            | 33    | 10     | –            | –            | –           | –           | –      | –      | –     | –      | 33    | 10     |
| FC Liefering       | 2018/2019          | 2. Liga            | 9     | 6      | –            | –            | –           | –           | –      | –      | –     | –      | 9     | 6      |
| FC Liefering       | Ogólnie            | Ogólnie            | 42    | 16     | 0            | 0            | 0           | 0           | 0      | 0      | 0     | 0      | 42    | 16     |
| Red Bull Salzburg  | 2017/2018          | Bundesliga         | 1     | 0      | 0            | 0            | –           | –           | 0      | 0      | –     | –      | 1     | 0      |
| Red Bull Salzburg  | 2018/2019          | Bundesliga         | 16    | 3      | 3            | 2            | –           | –           | 1      | 0      | –     | –      | 20    | 5      |
| Red Bull Salzburg  | 2019/2020          | Bundesliga         | 27    | 9      | 6            | 2            | –           | –           | 7      | 1      | –     | –      | 40    | 12     |
| Red Bull Salzburg  | 2020/2021          | Bundesliga         | 12    | 4      | 2            | 1            | –           | –           | 8      | 4      | –     | –      | 22    | 9      |
| Red Bull Salzburg  | Ogólnie            | Ogólnie            | 56    | 16     | 11           | 5            | 0           | 0           | 16     | 5      | 0     | 0      | 83    | 26     |
| RB Leipzig         | 2020/2021          | Bundesliga         | 0     | 0      | 0            | 0            | –           | –           | 0      | 0      | –     | –      | 0     | 0      |
| RB Leipzig         | 2021/2022          | Bundesliga         | 31    | 6      | 5            | 2            | –           | –           | 9      | 2      | –     | –      | 45    | 10     |
| RB Leipzig         | 2022/2023          | Bundesliga         | 31    | 6      | 6            | 3            | –           | –           | 8      | 1      | 1     | 0      | 46    | 10     |
| RB Leipzig         | Ogólnie            | Ogólnie            | 62    | 12     | 11           | 5            | 0           | 0           | 17     | 3      | 1     | 0      | 91    | 20     |
| Liverpool          | 2023/2024          | Premier League     | 17    | 2      | 0            | 0            | 3           | 2           | 3      | 0      | –     | –      | 23    | 4      |
| Liverpool          | Ogólnie            | Ogólnie            | 17    | 2      | 0            | 0            | 3           | 2           | 3      | 0      | 1     | 0      | 23    | 4      |
| Ogólnie w karierze | Ogólnie w karierze | Ogólnie w karierze | 177   | 46     | 22           | 10           | 3           | 2           | 36     | 8      | 1     | 0      | 239   | 66     |

### Reprezentacyjne
(aktualne na 19 listopada 2023)
| Reprezentacja | Rok     | Mecze | Bramki |
| ------------- | ------- | ----- | ------ |
| Węgry         |         |       |        |
| 2019          | 8       | 1     |        |
| 2020          | 4       | 2     |        |
| 2021          | 6       | 2     |        |
| 2022          | 10      | 1     |        |
| 2023          | 10      | 4     |        |
| Ogólnie       | Ogólnie | 38    | 10     |

## Sukcesy

### Red Bull Salzburg
- Mistrzostwo Austrii: 2017/2018, 2018/2019, 2019/2020, 2020/2021
- Puchar Austrii: 2018/2019, 2019/2020, 2020/2021

### RB Leipzig
- Puchar Niemiec: 2021/2022, 2022/2023

### Liverpool
Mistrzostwo Anglii: 
(2024/2025)

### Wyróżnienia
- Piłkarz roku na Węgrzech: 2022[19]
- Sportowiec roku na Węgrzech: 2020[20]
- Młodzieżowiec miesiąca Bundesligi: Sierpień 2021, Październik 2021, Kwiecień 2022[21]